# Excuse Me Mr.
Excuse Me Mr. é o quarto single do álbum Tragic Kingdom da banda norte-americana No Doubt.
O single foi lançado em 1996 chegando a posição #17 no Billboard Modern Rock Tracks.